# Olaszország az 1948. évi téli olimpiai játékokon
Olaszország a svájci St. Moritzban megrendezett 1948. évi téli olimpiai játékok egyik részt vevő nemzete volt. Az országot az olimpián 9 sportágban 57 sportoló képviselte, akik összesen 1 érmet szereztek.

## Érmesek
| Érem  | Versenyző   | Sportág   | Versenyszám |
| ----- | ----------- | --------- | ----------- |
| Arany | Nino Bibbia | Szkeleton | Férfi       |

## Alpesisí
Férfi
| Versenyző          | Versenyszám | 1. futam      | 1. futam      | 2. futam | 2. futam | Összesítés    | Összesítés    |
| Versenyző          | Versenyszám | Idő           | Hely.         | Idő      | Hely.    | Idő           | Helyezés      |
| ------------------ | ----------- | ------------- | ------------- | -------- | -------- | ------------- | ------------- |
| Silvio Alverà      | Lesiklás    |               |               |          |          | 3:02,4        | 6.*           |
| Silvio Alverà      | Műlesiklás  | 1:07,4        | 1.            | 1:05,8   | 9.*      | 2:13,2        | 4.            |
| Eugenio Bonnico    | Lesiklás    |               |               |          |          | 3:15,4        | 32.           |
| Vittorio Chierroni | Lesiklás    |               |               |          |          | 3:10,0        | 21.           |
| Vittorio Chierroni | Műlesiklás  | 1:27,0        | 36.           | 1:05,5   | 7.       | 2:32,5        | 30.           |
| Zeno Colò          | Lesiklás    |               |               |          |          | nem ért célba | nem ért célba |
| Zeno Colò          | Műlesiklás  | 1:13,3        | 17.*          | 1:05,7   | 8.       | 2:19,0        | 14.           |
| Carlo Gartner      | Lesiklás    |               |               |          |          | 3:02,4        | 6.*           |
| Roberto Lacedelli  | Lesiklás    |               |               |          |          | nem ért célba | nem ért célba |
| Roberto Lacedelli  | Műlesiklás  | nem ért célba | nem ért célba | kiesett  | kiesett  | kiesett       | kiesett       |

| Versenyző          | Versenyszám | Lesiklás | Lesiklás | Lesiklás | Műlesiklás | Műlesiklás | Műlesiklás | Műlesiklás | Műlesiklás | Műlesiklás | Műlesiklás | Összesítés | Összesítés |
| Versenyző          | Versenyszám | Lesiklás | Lesiklás | Lesiklás | 1. futam   | 1. futam   | 2. futam   | 2. futam   | Össz.      | Össz.      | Össz.      | Összesítés | Összesítés |
| Versenyző          | Versenyszám | Idő      | Pont     | Hely.    | Idő        | Hely.      | Idő        | Hely.      | Idő        | Pont       | Hely.      | Pont       | Helyezés   |
| ------------------ | ----------- | -------- | -------- | -------- | ---------- | ---------- | ---------- | ---------- | ---------- | ---------- | ---------- | ---------- | ---------- |
| Silvio Alverà      | Összetett   | 3:02,4   | 4,30     | 3.       | 1:15,3     | 11.*       | 1:09,6     | 11.        | 2:24,9     | 4,41       | 11.        | 8,71       | 5.         |
| Vittorio Chierroni | Összetett   | 3:10,0   | 8,28     | 15.      | 1:10,8     | 3.         | 1:07,3     | 5.         | 2:18,1     | 1,41       | 3.         | 9,69       | 7.         |

Női
| Versenyző         | Versenyszám | 1. futam | 1. futam | 2. futam | 2. futam | Összesítés | Összesítés |
| Versenyző         | Versenyszám | Idő      | Hely.    | Idő      | Hely.    | Idő        | Helyezés   |
| ----------------- | ----------- | -------- | -------- | -------- | -------- | ---------- | ---------- |
| Renata Carraretto | Lesiklás    |          |          |          |          | 2:59,1     | 32.        |
| Renata Carraretto | Műlesiklás  | 1:09,2   | 17.      | 1:10,7   | 19.      | 2:19,9     | 18.        |
| Celina Seghi      | Lesiklás    |          |          |          |          | 2:31,1     | 4.         |
| Celina Seghi      | Műlesiklás  | 1:13,2   | 21.      | 58,3     | 6.       | 2:11,5     | 14.*       |

| Versenyző         | Versenyszám | Lesiklás | Lesiklás | Lesiklás | Műlesiklás | Műlesiklás | Műlesiklás | Műlesiklás | Műlesiklás | Műlesiklás | Műlesiklás | Összesítés | Összesítés |
| Versenyző         | Versenyszám | Lesiklás | Lesiklás | Lesiklás | 1. futam   | 1. futam   | 2. futam   | 2. futam   | Össz.      | Össz.      | Össz.      | Összesítés | Összesítés |
| Versenyző         | Versenyszám | Idő      | Pont     | Hely.    | Idő        | Hely.      | Idő        | Hely.      | Idő        | Pont       | Hely.      | Pont       | Helyezés   |
| ----------------- | ----------- | -------- | -------- | -------- | ---------- | ---------- | ---------- | ---------- | ---------- | ---------- | ---------- | ---------- | ---------- |
| Renata Carraretto | Összetett   | 2:59,1   | 19,58    | 24.      | 1:14,1     | 21.        | 1:12,0     | 19.        | 2:26,1     | 14,00      | 21.*       | 33,58      | 22.        |
| Celina Seghi      | Összetett   | 2:31,1   | 1,66     | 4.       | 1:08,2     | 13.        | 1:01,5     | 3.         | 2:09,7     | 5,80       | 7.         | 7,46       | 4.         |

* - egy másik versenyzővel azonos eredményt ért el

## Bob
| Versenyző                                                           | Versenyszám | 1. futam | 1. futam | 2. futam | 2. futam | 3. futam | 3. futam | 4. futam | 4. futam | Összesítés | Összesítés |
| Versenyző                                                           | Versenyszám | Idő      | Hely.    | Idő      | Hely.    | Idő      | Hely.    | Idő      | Hely.    | Idő        | Helyezés   |
| ------------------------------------------------------------------- | ----------- | -------- | -------- | -------- | -------- | -------- | -------- | -------- | -------- | ---------- | ---------- |
| Nino Bibbia Edilberto Campadese                                     | Kettes      | 1:25,0   | 5.       | 1:25,0   | 8.*      | 1:23,8   | 6.       | 1:24,2   | 6.*      | 5:38,0     | 6.         |
| Mario Vitali Dario Poggi                                            | Kettes      | 1:25,1   | 6.       | 1:25,1   | 11.      | 1:24,0   | 7.       | 1:24,4   | 8.       | 5:38,6     | 8.         |
| Nino Bibbia Giancarlo Ronchetti Eidlberto Campadese Luigi Cavalieri | Négyes      | 1:18,2   | 7.       | 1:20,8   | 3.*      | 1:22,1   | 6.       | 1:21,9   | 4.       | 5:23,0     | 6.         |
| Nino Rovelli Enrico Airoldi Vittorio Folonari Remo Airoldi          | Négyes      | 1:19,8   | 10.      | 1:22,8   | 11.      | 1:23,2   | 9.       | 1:24,4   | 9.       | 5:30,2     | 11.        |

## Északi összetett
| Versenyző           | Sífutás | Sífutás | Sífutás | Síugrás  | Síugrás  | Síugrás  | Síugrás | Síugrás | Összesítés | Összesítés |
| Versenyző           | Sífutás | Sífutás | Sífutás | 1. ugrás | 2. ugrás | 3. ugrás | Össz.   | Össz.   | Összesítés | Összesítés |
| Versenyző           | Idő     | Pont    | Hely.   | Távolság | Távolság | Távolság | Pont    | Hely.   | Pont       | Helyezés   |
| ------------------- | ------- | ------- | ------- | -------- | -------- | -------- | ------- | ------- | ---------- | ---------- |
| Alfredo Prucker     | 1:23:26 | 202,5   | 11.     | (51,0)   | 59,5     | 56,0     | 191,5   | 22.     | 394,00     | 14.        |
| Rizzieri Rodeghiero | 1:24:12 | 198,0   | 13.     | 57,0     | 58,0     | (56,0)   | 190,8   | 23.     | 388,80     | 15.        |
| Alberto Tassotti    | 1:28:16 | 177,0   | 22.     | 46,5     | 52,0     | (42,0)   | 165,1   | 36.     | 342,10     | 28.        |

## Gyorskorcsolya
| Versenyző        | Versenyszám | Eredmény | Helyezés |
| ---------------- | ----------- | -------- | -------- |
| Fernando Alloni  | 5000 m      | 9:36,3   | 37.      |
| Guido Caroli     | 1500 m      | 2:30,9   | 36.*     |
| Guido Caroli     | 5000 m      | 9:21,3   | 31.      |
| Giorgio Cattaneo | 500 m       | 47,2     | 36.      |
| Giorgio Cattaneo | 1500 m      | 2:30,5   | 34.*     |
| Enrico Musolino  | 500 m       | 46,5     | 32.*     |
| Enrico Musolino  | 1500 m      | 2:30,0   | 32.*     |
| Enrico Musolino  | 5000 m      | 9:32,3   | 36.      |

* - egy másik versenyzővel azonos eredményt ért el

## Jégkorong
| Olasz férfi jégkorongcsapat-játékoskeret                                                                         | Olasz férfi jégkorongcsapat-játékoskeret                                                                | Olasz férfi jégkorongcsapat-játékoskeret                                             |
| --- | --- | ------------------------------------------------------------------------------------ |
| - Claudio Apollonio - Giancarlo Bassi - Mario Bedogni - Luigi Bestagini - Giancarlo Bucchetti - Carlo Bulgheroni | - Ignazio Dionisi - Arnaldo Fabris - Vincenzo Fardella - Aldo Federici - Umberto Gerli - Dino Innocenti | - Constanzo Mangini - Dino Menardi - Otto Rauth - Franco Rossi - Gianantonio Zopegni |

### Eredmények
| 1948. január 30. | Csehszlovákia (TCH) | 22 – 3 (6–0, 10–1, 6–2) | Olaszország | St. Moritz |

|  |  |  |  |  |
|  |  |  |  |  |
|  |  |  |  |  |
|  |  |  |  |  |

| 1948. január 31. | Svájc (SUI) | 16 – 0 (4–0, 9–0, 3–0) | Olaszország | St. Moritz |

|  |  |  |  |  |
|  |  |  |  |  |
|  |  |  |  |  |
|  |  |  |  |  |

| 1948. február 1. | Egyesült Államok (USA) | 31 – 1 (6–0, 11–1, 14–0) | Olaszország | St. Moritz |

|  |  |  |  |  |
|  |  |  |  |  |
|  |  |  |  |  |
|  |  |  |  |  |

| 1948. február 3. | Kanada (CAN) | 21 – 1 (11–0, 6–0, 4–1) | Olaszország | St. Moritz |

|  |  |  |  |  |
|  |  |  |  |  |
|  |  |  |  |  |
|  |  |  |  |  |

| 1948. február 4. | Lengyelország (POL) | 13 – 7 (3–1, 6–2, 4–4) | Olaszország | St. Moritz |

|  |  |  |  |  |
|  |  |  |  |  |
|  |  |  |  |  |
|  |  |  |  |  |

| 1948. február 5. | Ausztria (AUT) | 16 – 5 (3–4, 6–0, 7–1) | Olaszország | St. Moritz |

|  |  |  |  |  |
|  |  |  |  |  |
|  |  |  |  |  |
|  |  |  |  |  |

| 1948. február 7. | Svédország (SWE) | 23 – 0 (6–0, 10–0, 7–0) | Olaszország | St. Moritz |

|  |  |  |  |  |
|  |  |  |  |  |
|  |  |  |  |  |
|  |  |  |  |  |

| 1948. február 8. | Nagy-Britannia (GBR) | 14 – 7 (6–2, 5–3, 3–2) | Olaszország | St. Moritz |

|  |  |  |  |  |
|  |  |  |  |  |
|  |  |  |  |  |
|  |  |  |  |  |

Végeredmény
| Helyezés | Csapat                 | M | Gy | D | V | G+ | G–  | Gk   | P   |
| --- | ---------------------- | - | -- | - | - | -- | --- | ---- | --- |
| Arany | Kanada (CAN)           | 8 | 7  | 1 | 0 | 69 | 5   | +64  | 15* |
| Ezüst | Csehszlovákia (TCH)    | 8 | 7  | 1 | 0 | 80 | 18  | +62  | 15* |
| Bronz | Svájc (SUI)            | 8 | 6  | 0 | 2 | 67 | 21  | +46  | 12  |
| 4. | Svédország (SWE)       | 8 | 4  | 0 | 4 | 55 | 28  | +27  | 8   |
| 5. | Nagy-Britannia (GBR)   | 8 | 3  | 0 | 5 | 39 | 47  | –8   | 6   |
| 6. | Lengyelország (POL)    | 8 | 2  | 0 | 6 | 29 | 97  | –68  | 4   |
| 7. | Ausztria (AUT)         | 8 | 1  | 0 | 7 | 33 | 77  | –44  | 2   |
| 8. | Olaszország (ITA)      | 8 | 0  | 0 | 8 | 24 | 156 | –132 | 0   |
| Az Egyesült Államok csapata csak versenyen kívül vehetett részt, mert nem az Amerikai Olimpiai Bizottság, hanem az Amerikai Jégkorongszövetség által összeállított csapat volt. |                        |   |    |   |   |    |     |      |     |
| – | Egyesült Államok (USA) | 8 | 5  | 0 | 3 | 86 | 33  | +53  | 10  |

* - Azonos pontszám esetén a jobb gólkülönbség döntött.
| Csapat      | Helyezés |
| ----------- | -------- |
| Olaszország | 8.       |

## Műkorcsolya
| Versenyző                     | Versenyszám  | Kötelező elemek   | Kötelező elemek | Kűr               | Kűr   | Összesítés                     | Összesítés                     | Összesítés                     | Összesítés                     | Összesítés                     | Összesítés                     | Összesítés                     | Összesítés                     | Összesítés                     | Összesítés                     | Összesítés                     | Összesítés        | Összesítés  | Összesítés | Összesítés |
| Versenyző                     | Versenyszám  | Kötelező elemek   | Kötelező elemek | Kűr               | Kűr   | Helyezési pontszámok bírónként | Helyezési pontszámok bírónként | Helyezési pontszámok bírónként | Helyezési pontszámok bírónként | Helyezési pontszámok bírónként | Helyezési pontszámok bírónként | Helyezési pontszámok bírónként | Helyezési pontszámok bírónként | Helyezési pontszámok bírónként | Helyezési pontszámok bírónként | Helyezési pontszámok bírónként | Több. hely. száma | Hely. össz. | Pont       | Helyezés   |
| Versenyző                     | Versenyszám  | Több. hely. száma | Hely.           | Több. hely. száma | Hely. | 1                              | 2                              | 3                              | 4                              | 5                              | 6                              | 7                              | 8                              | 9                              | 10                             | 11                             | Több. hely. száma | Hely. össz. | Pont       | Helyezés   |
| ----------------------------- | ------------ | ----------------- | --------------- | ----------------- | ----- | ------------------------------ | ------------------------------ | ------------------------------ | ------------------------------ | ------------------------------ | ------------------------------ | ------------------------------ | ------------------------------ | ------------------------------ | ------------------------------ | ------------------------------ | ----------------- | ----------- | ---------- | ---------- |
| Carlo Fassi                   | Férfi egyéni | 5×15+             | 16.             | 7×15+             | 15.   | 16,0                           | 15,0                           | 14,0                           | 14,0                           | 14,0                           | 16,0                           | 16,0                           | 16,0                           | 14,0                           |                                |                                | 5×15+             | 135,0       | 1313,7     | 15.        |
| Grazia Barcellona             | Női egyéni   | 9×25+             | 25.             | 7×24+             | 24.   | 24,0                           | 25,0                           | 25,0                           | 25,0                           | 25,0                           | 24,0                           | 22,0                           | 24,0                           | 24,0                           |                                |                                | 5×24+             | 218,0       | 1099,9     | 24.        |
| Grazia Barcellona Carlo Fassi | Páros        |                   |                 |                   |       | 10,0                           | 11,0                           | 12,0                           | 13,5                           | 13,0                           | 11,0                           | 9,0                            | 7,0                            | 14,0                           | 12,0                           | 9,0                            | 6×11+             | 121,5       | 101,9      | 13.        |

## Sífutás
| Versenyző                                                                    | Versenyszám     | Eredmény      | Helyezés      |
| ---------------------------------------------------------------------------- | --------------- | ------------- | ------------- |
| Arcangelo Chiocchetti                                                        | 18 km           | 1:28:36       | 52.           |
| Severino Compagnoni                                                          | 18 km           | 1:22:21       | 22.           |
| Vincenzo Perruchon                                                           | 18 km           | 1:28:50       | 54.           |
| Alfredo Prucker                                                              | 18 km           | 1:23:26       | 29.           |
| Rizzieri Rodeghiero                                                          | 18 km           | 1:24:12       | 31.           |
| Alberto Tassotti                                                             | 18 km           | 1:28:16       | 50.           |
| Christiano Rodeghiero                                                        | 18 km           | 1:24:34       | 35.           |
| Christiano Rodeghiero                                                        | 50 km           | 4:24:12       | 13.           |
| Victor Borghi                                                                | 50 km           | nem ért célba | nem ért célba |
| Silvio Confortola                                                            | 50 km           | 4:31:36       | 18.           |
| Stefano Sommariva                                                            | 50 km           | nem ért célba | nem ért célba |
| Vincenzo Perruchon Silvio Confortola Rizzieri Rodeghiero Severino Compagnoni | 4 × 10 km váltó | 2:51:00       | 6.            |

## Síugrás
| Versenyző     | 1. ugrás | 2. ugrás | Összesítés | Összesítés |
| Versenyző     | Távolság | Távolság | Pont       | Helyezés   |
| ------------- | -------- | -------- | ---------- | ---------- |
| Aldo Trivella | 41,5     | 59,0     | 176,6      | 38.        |
| Igino Rizzi   | 57,0~    | 57,0     | 131,7      | 45.        |
| Bruno da Col  | 65,5     | 66,0     | 201,2      | 18.        |

~ - az ugrás során elesett

## Szkeleton
| Versenyző   | 1. futam | 1. futam | 2. futam | 2. futam | 3. futam | 3. futam | 4. futam | 4. futam | 5. futam | 5. futam | 6. futam | 6. futam | Összesítés | Összesítés |
| Versenyző   | Idő      | Hely.    | Idő      | Hely.    | Idő      | Hely.    | Idő      | Hely.    | Idő      | Hely.    | Idő      | Hely.    | Idő        | Helyezés   |
| ----------- | -------- | -------- | -------- | -------- | -------- | -------- | -------- | -------- | -------- | -------- | -------- | -------- | ---------- | ---------- |
| Nino Bibbia | 48,0     | 4.       | 47,6     | 2.       | 47,6     | 1.       | 59,5     | 1.       | 1:00,2   | 1.*      | 1:00,3   | 1.*      | 5:23,2     |            |

* - egy másik versenyzővel azonos eredményt ért el